# Manlius (hrabstwo Onondaga)
Manlius – wieś w Stanach Zjednoczonych, w stanie Nowy Jork, w hrabstwie Onondaga.